# Правова система Іспанії
 Правова система Іспанії
Правова система Іспанії функціонує в Королівстві Іспанія, юрисдикція якого охоплює територію Іспанії, іспанські води, консульства і посольства, а також судна, що плавають під іспанським прапором в міжнародних водах та  іспанські збройні сили по всьому світу. Право Іспанії бере свій початок від ініціативи іспанського народу через демократичні вибори інститутів влади. Однак, частина законодавства походить від наднаціональних інституцій Європейського Союзу, які також володіють демократичною легітимністю.

## Характерні риси
Іспанська  правова  система належить до континентальної сім’ї, це означає , що вона ґрунтується переважно на законі в широкому значенні (закони і нормативні акти) , а також,  у меншій мірі, на судових рішеннях і звичаях. Окрім того, це складна правова система, в якій законодавство автономних спільнот співіснує з національним.

## Верховенство Конституції
Вищим законом  Іспанії є Конституція Іспанії 1978 року, яка  регулює функціонування державних органів, і основних прав іспанського народу, а також організацію та компетенцію різних автономних спільнот. Конституція, яка безпосередньо застосовується судами, має найвищу юридичну силу, а відтак визначає інше законодавство Іспанії.

## Конституційний контроль
Усі закони в Іспанії повинні бути узгоджені з Конституцією (всі закони , які суперечать Конституції , є недійсними). Проте, очевидно , що для реалізації цього правила необхідний відповідний  державний орган. У випадку Іспанії це Конституційний суд, що відповідає кельзенській (або австрійській) моделі.
Слідуючи цій доктрині, конституційний суд має дві основні функції:
•	Забезпечення відповідності всіх законів Конституції.
•	Визнання нечинності законів, що суперечать Конституції.
У разі, коли звичайний суд ставить під сумнів закон, він повинен  звернутися до Конституційного суду з питанням про конституційність цього закону, оскільки Конституційний суд є єдиним органом, який має повноваження відхиляти закони.

## Поділ влади
Поділ влади,фундаментальна ідея лібералізму, є ядром політичної системи. За своєю суттю, національний суверенітет передбачає обрання представників народу в Генеральні кортеси, шляхом загального голосування (чоловіки і жінки старше 18 років). Генеральні кортеси здійснюють законодавчу владу через дві палати: Конгрес депутатів і Сенат, обирають прем'єр - міністра і контролюють дії виконавчої влади , яка повинна підкорятися закону.
Судовими повноваженнями наділяються судді і суди, до яких громадськість має доступ, а також журі, яке формується з громадян шляхом жеребкування в кожному конкретному випадку. Конституційний суд контролює відповідність Великій Хартії  Вольностей законів та дій органів державного управління.

Правовые системы стран мира: Энциклопедический справочник

## Публічне право

Правовые системы стран мира: Энциклопедический справочник